# 蒙特加洛
蒙特加洛（義大利語：Montegallo）是意大利阿斯科利皮切诺省的一个市镇。总面积48.59平方公里，人口593人，人口密度12.2人/平方公里（2009年）。ISTAT代码为044038。